# Luo Union
Le Luo Union est un club kenyan de football.

## Palmarès
- Championnat du Kenya (2)
  - Champion : 1964 et 1975
  - Vice-champion : 1965

- Coupe du Kenya (3)
  - Vainqueur : 1964, 1965 et 1966

- Coupe CECAFA (2)
  - Vainqueur : 1976 et 1977